# U-595
El submarí alemany U-595 va ser un submarí tipus VIIC construït per a la Kriegsmarine de l'Alemanya nazi per al servei durant la Segona Guerra Mundial. Se li va col·locar la quilla el 4 de gener de 1941 a Blohm & Voss, Hamburg amb número de drassana 571, avarat el 17 de setembre de 1941 i posat en servei el 6 de novembre de 1941 sota el comandament de l'Oberleutnant zur See Jürgen Quaet-Faslem.

## Disseny
Els submarins alemanys de tipus VIIC van ser precedits pels submarins de tipus VIIB més curts. L'U-595 tenia un desplaçament de 769 tones (757 tones llargues) quan estava a la superfície i de 871 tones (857 tones llargues) mentre estava submergit. Tenia una longitud total de 67,10 m (220 peus 2 polzades), una longitud del casc a pressió de 50,50 m (165 peus 8 polzades), una mànega de 6,20 m (20 peus 4 polzades), una alçada de 9,60 m (31 peus 6 polzades) i un calat de 4,74 m (15 peus 7 polzades). El submarí estava propulsat per dos motors dièsel sobrealimentats de sis cilindres i quatre temps Germaniawerft F46, produint un total de 2.800 a 3.200 cavalls de potència (2.060 a 2.350 kW; 2.760 a 3.160 shp) per al seu ús a la superfície, dos motors elèctrics de doble efecte GG UB 720/8 Brown, Boveri & Cie que produïen un total de 750 cavalls de potència (75500 kW); shp) per utilitzar-lo submergit. Tenia dos eixos i dues hèlixs d'1,23 m (4 peus). El vaixell era capaç d'operar a profunditats de fins a 230 metres (750 peus).
El submarí tenia una velocitat màxima en superfície de 17,7 nusos (32,8 km/h; 20,4 mph) i una velocitat màxima submergida de 7,6 nusos (14,1 km/h; 8,7 mph). Quan estava submergit, el vaixell podia operar durant 80 milles nàutiques (150 km; 92 milles) a 4 nusos (7,4 km/h; 4,6 mph); mentre que a la superfície podia viatjar 8.500 milles nàutiques (15.700 km; 9.800 milles) a 10 nusos (19 km/h; 12 mph).
L'U-595 estava equipat amb cinc tubs de torpedes de 53,3 cm (21 polzades) (quatre muntats a la proa i un a la popa), catorze torpedes, un canó naval SK C/35 de 8,8cm (3,46 polzades), 220 projectils i un canó antiaeri C/30 de 2 cm (0,79 polzades). El vaixell tenia una tripulació de d'entre 44 i 60 oficials i mariners.

## Historial de servei
La carrera del vaixell va començar amb l'entrenament a la 8a Flotilla de submarins el 6 de novembre de 1941, seguida del servei actiu l'1 d'agost de 1942 com a part de la 9a Flotilla durant la resta del seu servei.
En tres patrulles no va enfonsar cap vaixell.

### Llopades
L'U-595 va participar en cinc llopades, a saber:
- Steinbrinck (6-9 d'agost de 1942)
- Pfeil (12-22 de setembre de 1942)
- Blitz (22-26 de setembre de 1942)
- Tiger (26-30 de setembre de 1942)
- Delphin (4-14 de novembre de 1942)

### Destí
L'U-595 va ser enfonsat el 14 de novembre de 1942 al Mediterrani en la posició 36° 38′ N, 00° 30′ E / 36.633°N,0.500°E, per càrregues de profunditat de dos bombarders Hudson  del 608è Esquadró. Les càrregues de profunditat el van danyar tant que va haver de sortir a la superfície, i el comandant va prendre la decisió d'encarar-lo a la costa algeriana prop del Ténès.
Durant l'atac aeri, la tripulació va poder danyar alguns avions amb foc de metralladora. Hi va haver 45 supervivents i cap víctima.